# 菱錳礦
菱錳礦（英語：Rhodochrosite）是一種含錳碳酸鹽礦物，化學式為MnCO3。在其稀有的纯净形式中，它通常是玫瑰红色，但不纯的标本可以是粉红色到浅棕色的色调。它的条痕呈白色，莫氏硬度在3.5 - 4之间，比重在3.5 - 3.7之间。它以三方晶系结晶，并在三个方向上具有菱面体碳酸盐的解理方式解理。它经常存在孪晶。透明至半透明，折射率nω = 1.814 - 1.816，nε = 1.596 - 1.598。它经常与蔷薇辉石混淆，但它明显更软。它被正式列为阿根廷的国家象征之一。
菱锰矿与菱铁矿能形成完整的固溶体系列。钙（以及镁和锌，在有限的范围内）经常替代结构中的锰，根据替代程度，能产生较浅的红色和粉红色。因此，最常见的颜色是粉红色。

## 产生与发现
菱锰矿作为熱液脈矿物与其他锰矿物一起出现在低溫矿床中，常與方解石、閃鋅礦、白雲石、螢石、重晶石、石英、黄铁矿共生。如在罗马尼亚的银矿中首次发现。带状菱锰矿在阿根廷的卡皮利塔斯开采。
它在1813年首次被描述为来自今罗马尼亚马拉穆雷什卡夫尼克的样本。菱錳礦的英文名稱源自希腊语ῥοδόχρως，意为“玫瑰色的”。
阿根廷卡塔馬卡是菱錳礦最大礦區，美國科羅拉多州的Sweet Home礦場、中國烏東礦場、南非、南美秘魯為菱錳礦的重要產區。其他地區如日本北海道余市郡然別礦山、臺灣金瓜石地區、九份及武丹山亦有產出。

## 用途
菱錳礦可作為提煉锰的礦物，锰是低成本不锈钢配方和某些铝合金的关键成分。结晶良好透明的矿物也能作為和裝飾寶石和珠宝。由于它比较柔软，而且有完美的解理，因此很难切割，因此很少在珠宝中找到刻面。

## 文化
菱锰矿是阿根廷的“国家宝石”。科罗拉多州于2002年正式将菱锰矿命名为其州矿物。
它有时被称为「紅紋石」、“Rosa del Inca”、“Inca Rose”或Rosinca。，又因阿根廷為最大產區，俗稱「阿根廷石」。

## 画廊

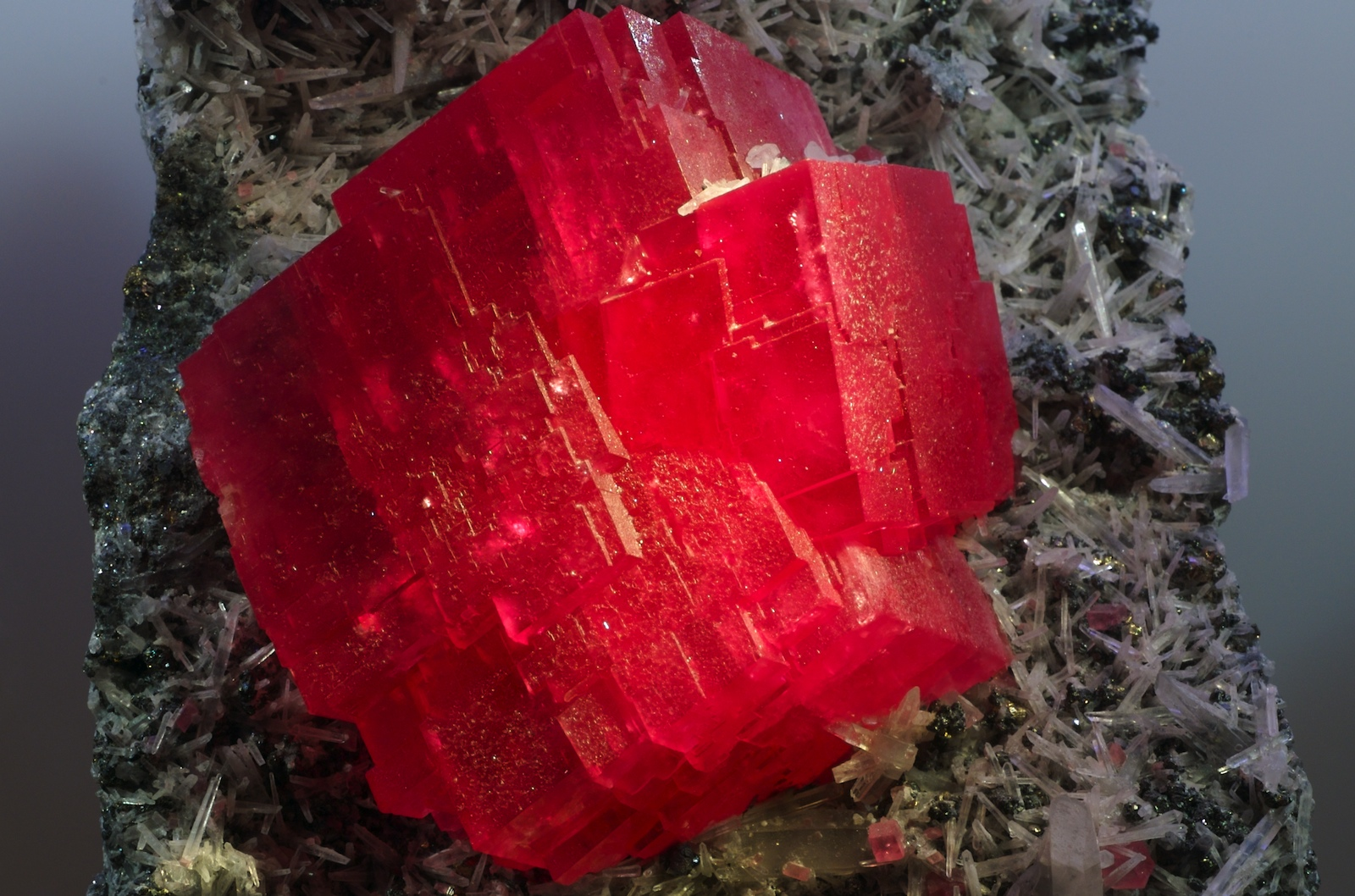
“探照灯”，来自科罗拉多州阿尔玛Sweet Home矿的大型红色菱锰矿
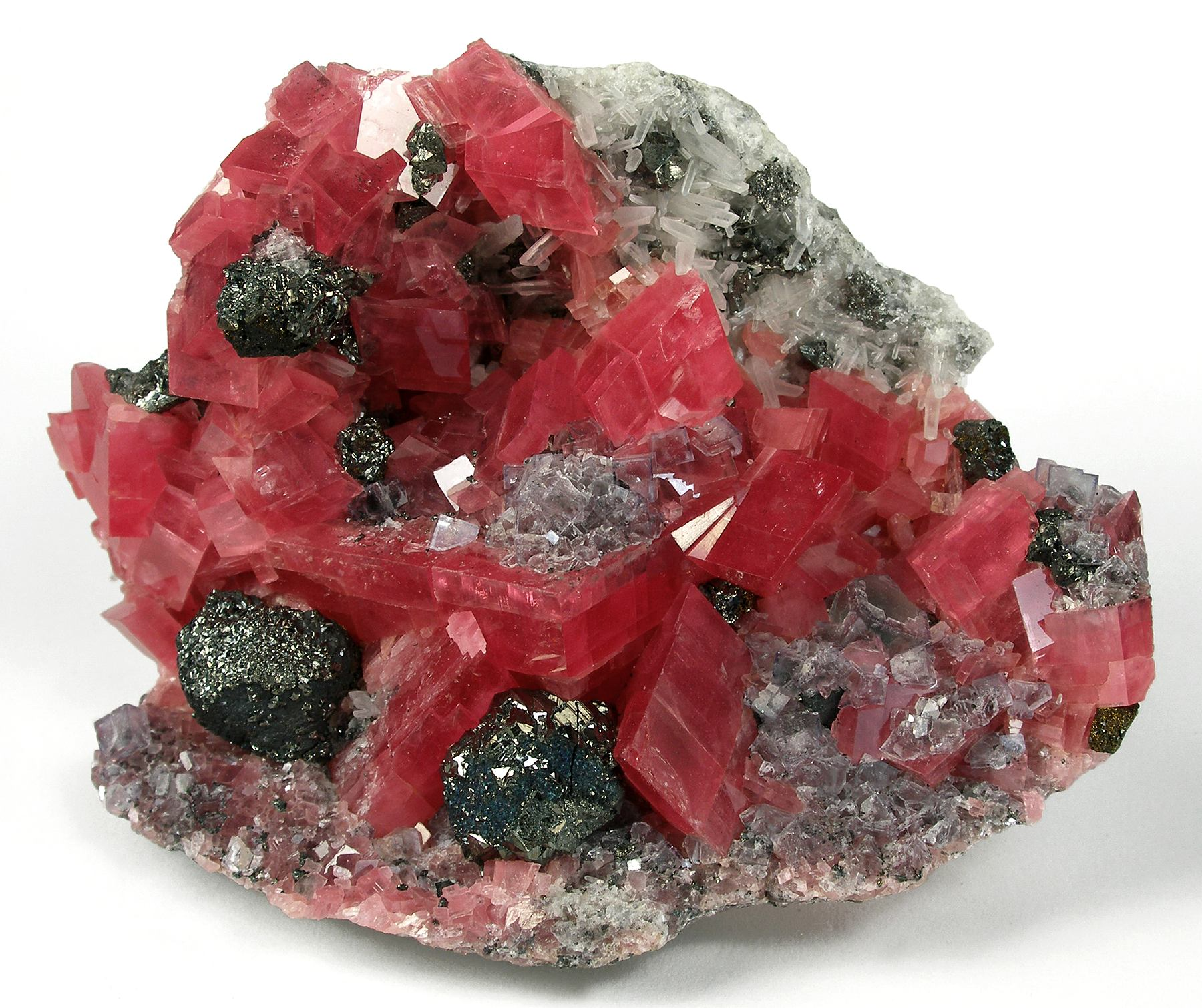
含萤石、黝铜矿和石英的菱锰矿
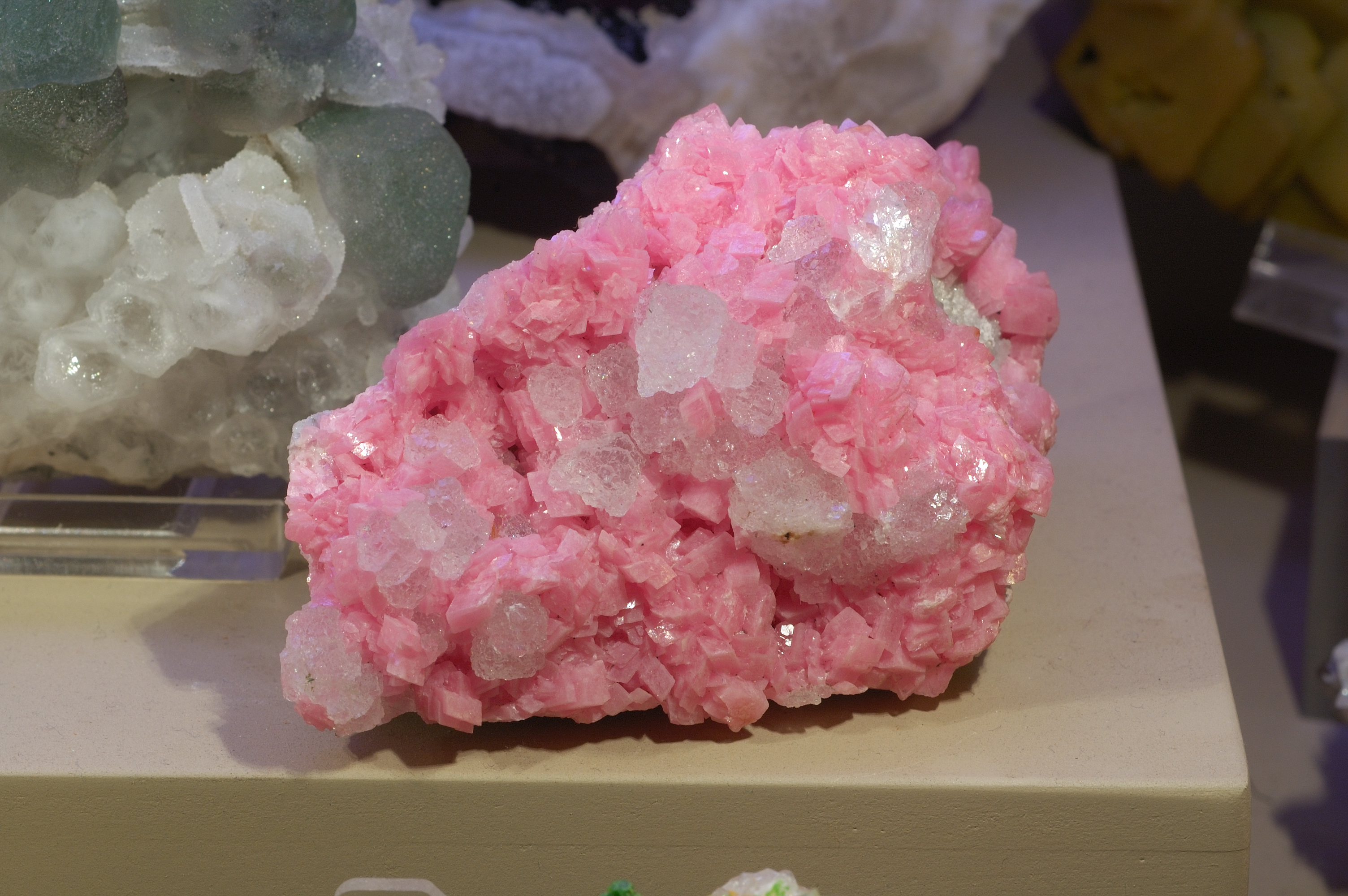
粉红色是菱锰矿最常见的颜色。在科罗拉多州西尔弗顿附近开采的标本
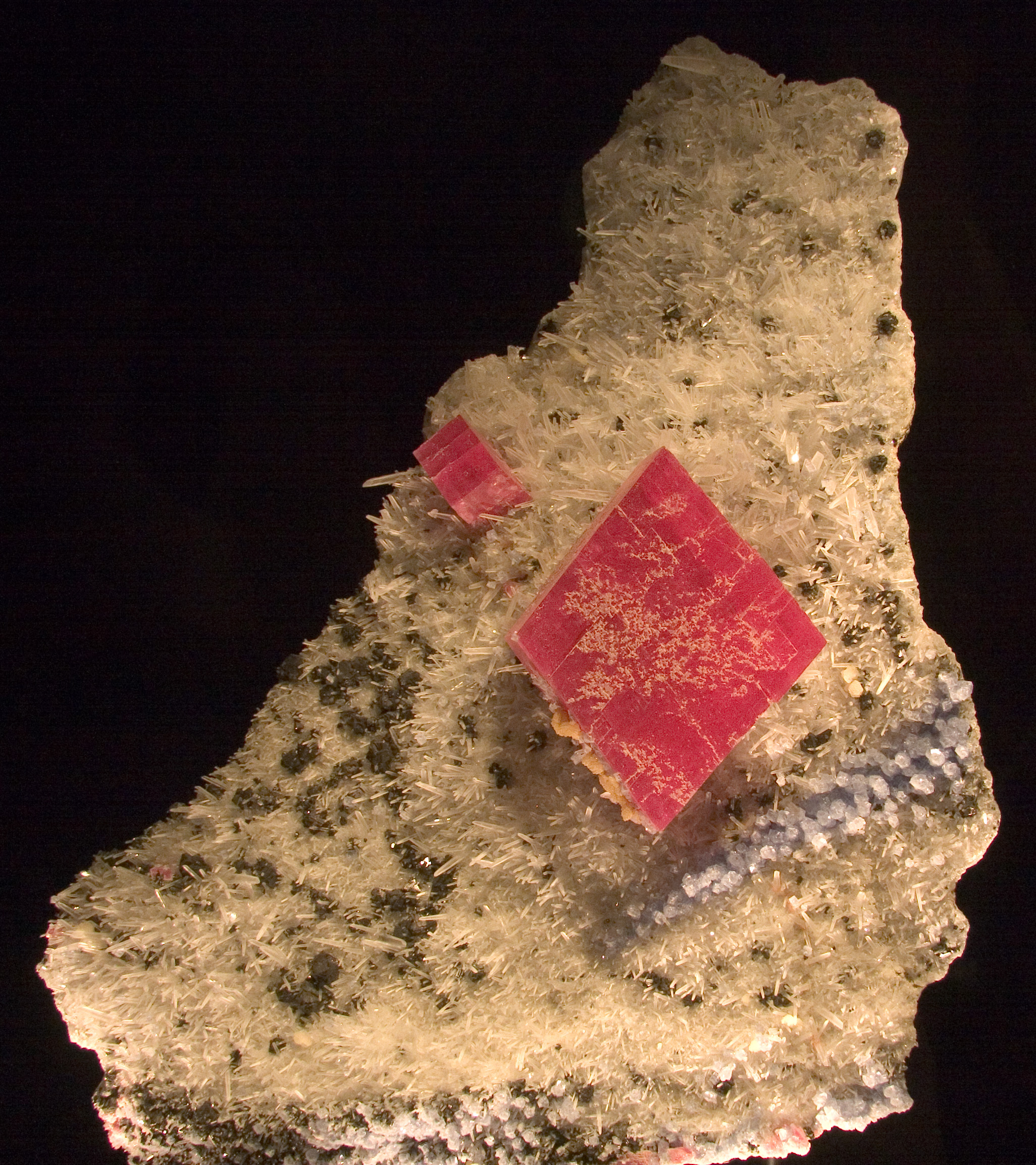
Alma King是已知最大的菱锰矿晶体；它是在科罗拉多州阿尔玛附近的Sweet Home矿中发现的。它在丹佛自然与科学博物馆展出
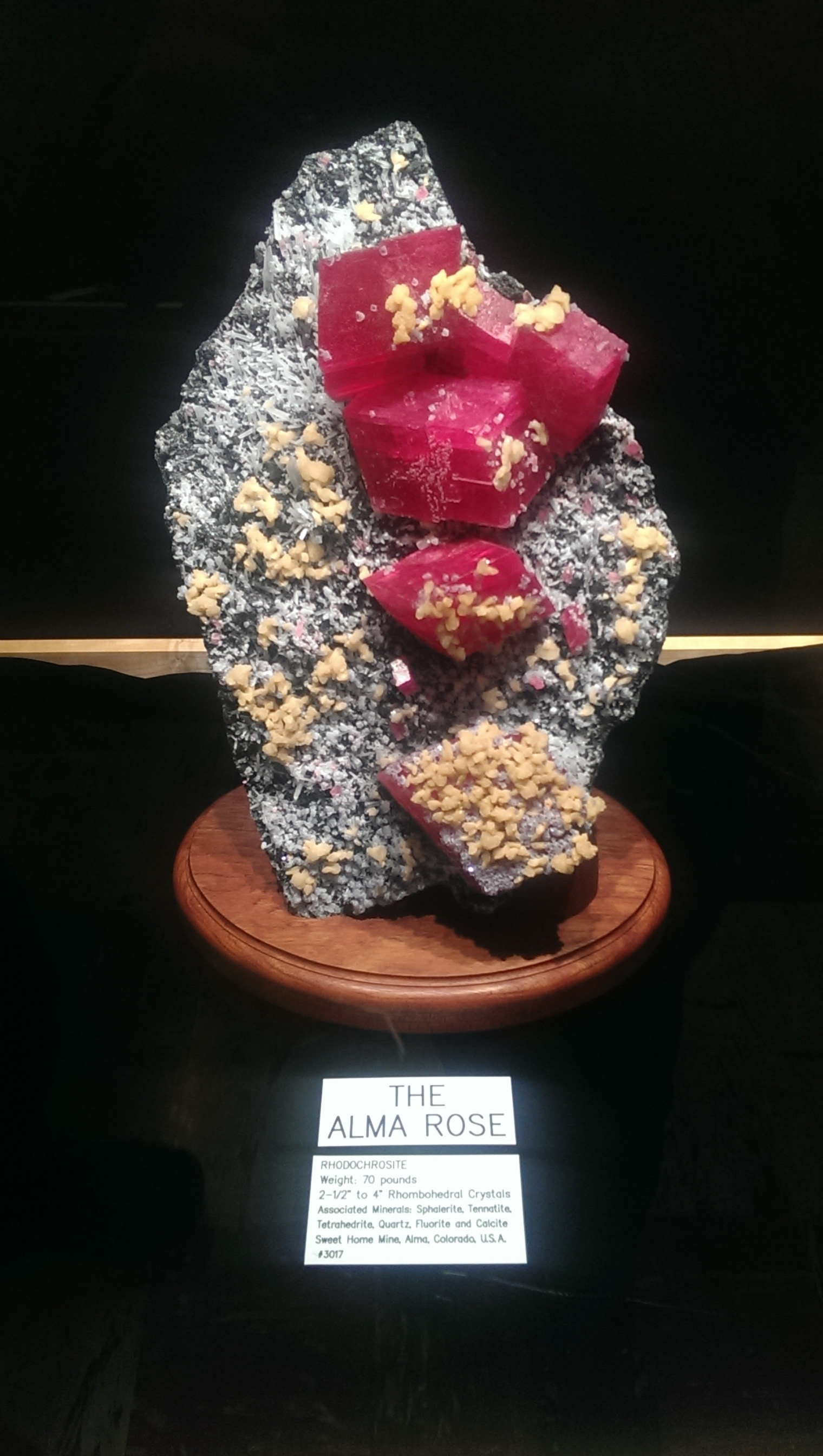
来自科罗拉多州阿尔玛Sweet Home矿的Alma Rose标本。位于俄勒冈州希尔斯伯勒的莱斯西北岩石和矿物博物馆。